# تناجر بريلي لماع
تناجر بريلي لماع (الاسم العلمي: Tangara nigroviridis)، هو نوع من الطيور يتبع فصيلة التناجر ضمن رتبة العصفوريات.